# Apogonichthys
Az Apogonichthys a sugarasúszójú halak (Actinopterygii) osztályához a sügéralakúak (Perciformes) rendjéhez, ezen belül a kardinálishal-félék (Apogonidae) családjához tartozó nem.

## Rendszerezés
A nembe az alábbi 3 faj tartozik:
- Apogonichthys landoni Herre, 1934
- Apogonichthys ocellatus (Weber, 1913)
- Apogonichthys perdix Bleeker, 1854